# وولك ذا مون
وولك ذا مون (WALK THE MOON)  فرقة روك أمريكية تأسست في سنسيناتي، أوهايو تتكون من المغني الرئيسي «نيكولا باتريسا» (بالإنجليزية: Nicola patricca)‏ وأربعة أعضاء أخرين.أطلق الفريق أول ألبوم لهم تحت اسم «أريد أريد» (بالإنجليزية: I want I want)‏ في نوفمبر 2010 .في سنة 2011 وقع الفريق لصالح شركة آر سي آيه للتسجيلات (بالإنجليزية: RCA records)‏ .أطلق الفريق سنة 2014 ألبومهم «الكلام صعب» (بالإنجليزية: talking is hard)‏ ولقي الألبوم نجاحا كبيرا بما فيها أغنية «أصمت وأرقص» (بالإنجليزية: shut up and dance)‏ التي إحتلت المركز الرابع في ترتيب الولايات المتحدة الأمريكية للأغاني بيلبورد هوت 100 والمرتبة الأولي في ترتيب أغاني الروك وترتيب الأغاني البديلة وقدمت بيلبورد أربعة نجوم ونصف علي سلم خمسة نجوم للأغنية في تصنيفها.

## روابط خارجية
- وولك ذا مون على موقع IMDb (الإنجليزية)
- وولك ذا مون على موقع ميتاكريتيك (الإنجليزية)
- وولك ذا مون على موقع روتن توميتوز (الإنجليزية)
- وولك ذا مون على موقع ميوزك برينز (الإنجليزية)
- وولك ذا مون على موقع رولينغ ستون (الإنجليزية)
- وولك ذا مون على موقع أول ميوزيك (الإنجليزية)
- وولك ذا مون على موقع ديسكوغز (الإنجليزية)